# Matrimonio civil

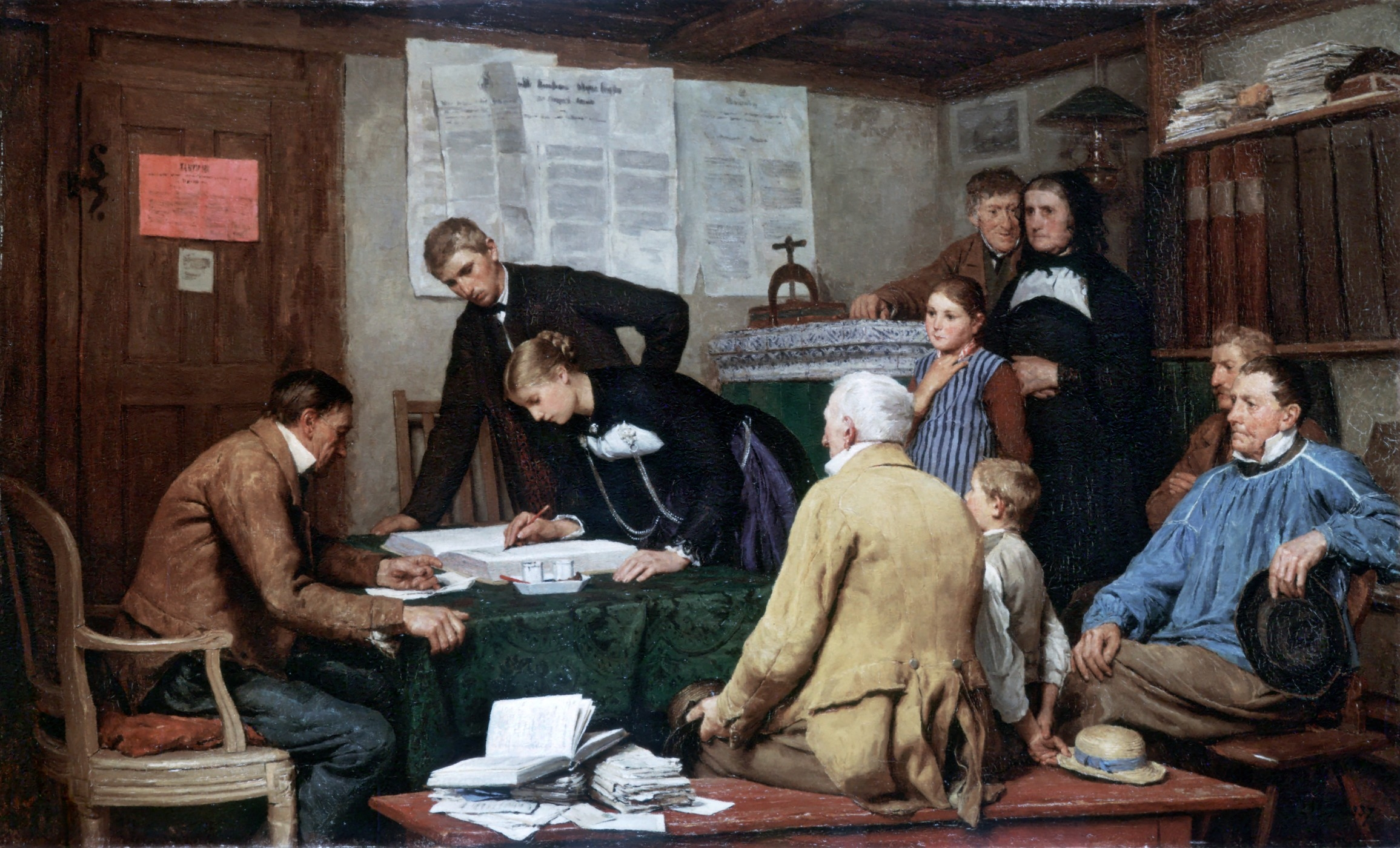
Un matrimonio civil en el en Suiza. (Albert Anker, 1887).

Matrimonio civil es el matrimonio que se contrae, formaliza e inscribe ante las autoridades civiles (registro civil, administración pública, jueces o autoridades municipales) y no siguiendo el rito de una religión (matrimonio religioso).
Sin embargo, el matrimonio civil no excluye necesariamente el matrimonio religioso, y, de hecho, en numerosos sistemas jurídicos; en caso de contraerse un matrimonio religioso, el matrimonio civil tiene lugar de forma simultánea a este.
El matrimonio civil es el matrimonio legal que se celebra de acuerdo con las disposiciones legales vigentes.
En algunos países la institución del matrimonio civil responde a una voluntad de separar la institución del matrimonio de la influencia de las instituciones religiosas; inscribiéndose así en el movimiento de separación de Iglesia y Estado o laicismo, que comienza en el siglo XVIII.
En la ceremonia de matrimonio civil la novia no suele usar su típico vestido a tal efecto a diferencia de la del matrimonio religioso. Asimismo, en algunos países se suele entregar la libreta de matrimonio o «libreta de familia» al término de la ceremonia, que es un documento con el cual se demuestra dicha unión conyugal y se registran otros acontecimientos, como los nacimientos y adopciones de hijos, la defunción de uno de los integrantes de la familia, etc.

## Historia

### En Inglaterra
En la Europa medieval, el matrimonio se regía por el derecho canónico, que sólo reconocía como válidos aquellos matrimonios en los que las partes declaraban tomarse el uno al otro como marido y mujer, independientemente de la presencia o ausencia de testigos. No era necesario, sin embargo, contraer matrimonio ante ningún funcionario o clérigo. Esta institución fue cancelada en Inglaterra  con la promulgación de la "Lord Hardwicke's Marriage Act" de 1753, que exigía que, para ser válidos y registrados, todos los matrimonios debían celebrarse en una ceremonia oficial en un entorno religioso reconocido por el Estado, es decir, Iglesia de Inglaterra, los cuáqueros, o en una ceremonia judía. Se abolía cualquier otra forma de matrimonio. Los hijos nacidos de uniones no válidas según la Ley no heredarían automáticamente los bienes o títulos de sus padres. Por razones históricas, la Ley no se aplicó en Escocia. En consecuencia, hasta 1940, siguió siendo suficiente en Escocia que un hombre y una mujer prometieran su compromiso mutuo ante testigos para legalizar su matrimonio. Esto dio lugar a una industria de "matrimonios rápidos" en las ciudades escocesas fronterizas con Inglaterra; la ciudad de Gretna Green era especialmente conocida por ello. En la Ley de matrimonios de 1836, se eliminó el requisito de que la ceremonia tuviera lugar en un foro religioso, y se otorgó a las registrars la autoridad para registrar los matrimonios no celebrados por un funcionario religioso.

### En otros países europeos

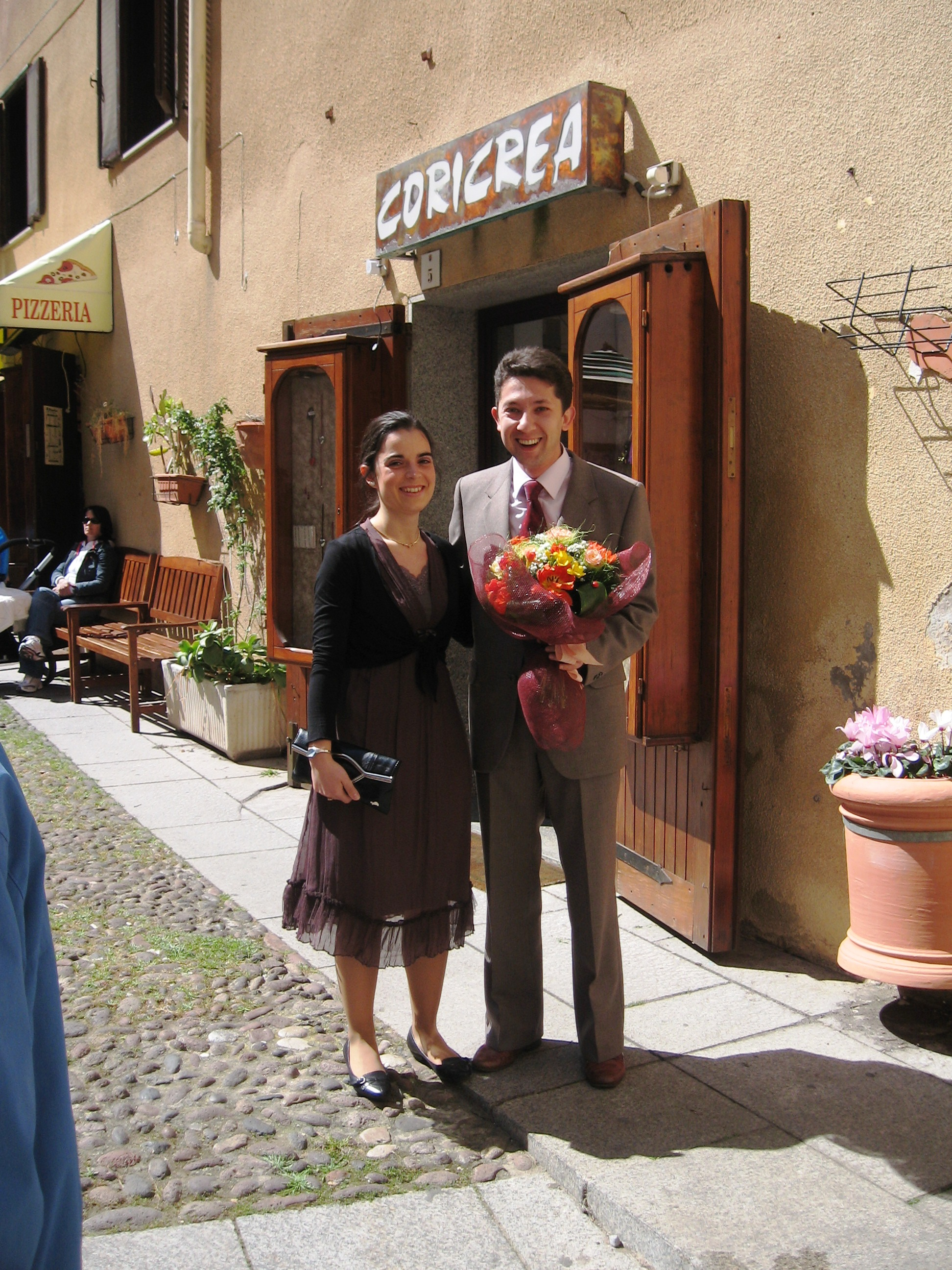
Una pareja espera para casarse en la ciudad de Alghero en la isla de Cerdeña, Italia

Muchos países europeos contaban con instituciones similares a la unión de hecho. Sin embargo, la Iglesia Católica prohibió el matrimonio clandestino en el IV Concilio de Letrán (1215), que exigía que todos los matrimonios fueran anunciados en una iglesia por un sacerdote. En 1566, se proclamó el edicto del Concilio de Trento que negaba a los Católicos cualquier forma de matrimonio que no se celebrara en una ceremonia religiosa ante un sacerdote y dos testigos.

### Suiza
El pastor y teólogo protestante de Ginebra, Juan Calvino, decretó que para que una pareja fuera considerada casada debía ser registrada por el Estado además de en una ceremonia eclesiástica.

### Francia
En 1792, con la Revolución Francesa, se creó el matrimonio civil en Francia, independizándose del matrimonio religioso, que dejó de ser reconocido por el Estado francés. En 1802, con los Artículos Orgánicos del Concordato de 1801, Napoleón, asesorado por Portalis, para conciliar el matrimonio civil y el religioso bajo control estatal, declaró que las ceremonias religiosas solo podían celebrarse entre parejas que ya se hubieran casado por lo civil. Napoleón difundió esta costumbre por la mayor parte de Europa. En la Francia actual, solo el matrimonio civil tiene validez legal para el Estado. Una ceremonia religiosa puede celebrarse solamente después de la unión civil, y no tiene efectos legales para el Estado. Desde 1802 en Francia, los ministros religiosos que celebran matrimonios religiosos sin matrimonios civiles previos se exponen a sanciones penales.

### Alemania
En Alemania, el código napoleónico sólo era válido en los territorios conquistados por Napoleón. Con la caída de su imperio, el matrimonio civil en Alemania comenzó a extinguirse. Sin embargo, algunos estados soberanos alemanes introdujeron el matrimonio civil, que era obligatorio (como el modelo francés) o facultativo, aceptándose una ceremonia religiosa o civil. Ya antes de 1848, el Gran Ducado de Sajonia-Weimar-Eisenach promulgó el matrimonio civil facultativo, seguido de las repúblicas alemanas de  Ciudad Libre de Fráncfort del Meno (1850, obligatorio), Ciudad Libre y Hanseática de Hamburgo (1851, facultativo) y Ciudad Libre y Hanseática de Lübeck (1852, facultativo). Los Gran Ducados alemanes, como el Oldenburg (1852/55, opcional), el Baden (1860) y el Hesse (1860), así como el Reino de Württemberg (1863) siguieron su ejemplo. Los matrimonios civiles permitían matrimonios interconfesionaless así como matrimonios entre cónyuges de diferentes confesiones cristianas. Tras la unificación de Alemania en 1871, el Reichstag aprobó un proyecto de ley iniciado por el canciller Otto von Bismarck como "Ley de matrimonio civil" en 1875 (véase: Kulturkampf); desde entonces, en Alemania sólo se reconocen los matrimonios civiles. Las ceremonias religiosas aún pueden celebrarse a discreción de la pareja. Hasta el 31 de diciembre de 2008, los matrimonios religiosos no podían celebrarse hasta que la pareja se hubiera casado primero por lo civil.

## Matrimonio civil por país
Cada país que mantiene un registro de población de sus residentes realiza un seguimiento del estado civil, y todos los países miembros de la ONU excepto Irán, Somalia, Sudán del Sur, Sudán y Tonga han firmado o ratificado la Convención sobre el Consentimiento de las Naciones Unidas al matrimonio, edad mínima para contraer matrimonio y registro de matrimonios (1962) o la Convención sobre la Eliminación de Todas las Formas de Discriminación contra la Mujer de las Naciones Unidas (1979) que tienen la responsabilidad de registrar los matrimonios. La mayoría de los países definen las condiciones del matrimonio civil por separado de los requisitos religiosos. Ciertos países, como Israel, permiten que las parejas se registren solo con la condición de que se hayan casado primero en una ceremonia religiosa reconocida por el estado, o se hayan casado en un país diferente.

### Argentina
En Argentina el Código Civil y Comercial de la Nación establece que se pueden casar dos personas de igual o de distinto sexo. Existen algunos impedimentos matrimoniales: tener menos de 18 años; ser parientes en línea recta, es decir, hijos, padres, abuelos; ser hermanos; que exista un matrimonio anterior vigente; que uno de los cónyuges sea condenado como autor, cómplice o instigador del homicidio doloso -no puede casarse con el cónyuge que sobrevivió-; la falta permanente o transitoria de salud mental que impide tener discernimiento para el acto matrimonial.
Como excepción un menor de 16 años puede casarse si el juez lo autoriza y una persona que tenga 16 o 17 años puede casarse si tiene autorización de sus representantes legales, por ejemplo, los padres, o si lo autoriza el juez. Para dar la autorización el juez debe tener una entrevista personal con los futuros contrayentes y con sus representantes legales y tener en cuenta la edad y grado de madurez de las personas que quieren casarse, evaluar si entienden las consecuencias del acto matrimonial y tener en cuenta la opinión de sus representantes legales.
El requisito más importante para que haya matrimonio es el consentimiento libre de ambos contrayentes expresado en forma personal y conjunta ante la autoridad competente para celebrarlo, excepto en el caso de matrimonio a distancia.
Celebración del Matrimonio
Si una persona se quiere casar tiene que presentarse ante el oficial público encargado del Registro del Estado Civil y Capacidad de las Personas y entregar una solicitud, que contiene los siguientes datos de las personas que quieren casarse: nombres y apellidos, y DNI; nacionalidad, domicilio y el lugar de su nacimiento; profesión; nombres y apellidos de los padres, nacionalidad, DNI si los conocen, profesión y domicilio; declaración sobre si han contraído matrimonio con anterioridad. En este caso deben informar el nombre y apellido del anterior cónyuge, lugar de celebración del matrimonio y causa de su disolución y acompañar el certificado de defunción o copia legalizada de la sentencia de nulidad o divorcio del matrimonio anterior, o declarado la muerte presunta del cónyuge anterior, según el caso.
Si los contrayentes o alguno de ellos no sabe escribir, el oficial público debe levantar acta que contenga las mismas enunciaciones, si uno de los contrayentes tiene limitaciones para hablar debe expresar su voluntad de casarse por escrito o por cualquier otra manera inequívoca y cuando uno o ambos contrayentes no saben el idioma nacional, deben ser asistidos por un traductor público matriculado y, si no lo hay, por un intérprete de reconocida idoneidad, dejándose constancia en la inscripción del matrimonio.

### España
En España el matrimonio religioso era el único existente desde 1564 hasta la aprobación del matrimonio civil en 1870 con la Ley Provisional de Matrimonio Civil. A partir de 1875 el matrimonio civil fue considerado algo excepcional, pero legal. Durante la Segunda República, de 1931 a 1939, con el establecimiento de la aconfesionalidad del Estado; se adoptó un sistema de matrimonio civil obligatorio.
En 1939, con el franquismo, se consideraron nulos los matrimonios civiles que habían tenido lugar durante el periodo republicano, y el matrimonio civil solamente pasó a admitirse en caso de que los dos contrayentes fuesen de una religión distinta de la católica o hiciesen apostasía.
Con la constitución de 1978; que establece de nuevo la aconfesionalidad del Estado, dejó de ser necesario certificar el abandono de la Iglesia para poder contraer matrimonio civil.
En 2009 los matrimonios civiles superaron, por primera vez en la historia de España, a los religiosos: 94 993 bodas civiles frente a 80 174 bodas por el rito católico. En 2017 los matrimonios civiles superaron el 80 % de los enlaces en España. En el año 2019 se celebraron en España un total de 166 530 matrimonios de los cuales 131 231 fueron exclusivamente civiles, 34 615 se oficiaron por el rito católico y 684 según los ritos de otras religiones. Un fenómeno parejo a la secularización de la sociedad y que se sitúa en el contexto de los cambios sociales de la familia.

### Estados Unidos
El matrimonio en Estados Unidos está regulado en gran medida por las leyes estatales, aunque la Corte Suprema tiene la autoridad para derogar leyes inconstitucionales (véanse los casos Loving v. Virginia y Obergefell v. Hodges).
Todos los estados y el Distrito de Columbia, así como los territorios de EE. UU., requieren una licencia de matrimonio emitida por las autoridades civiles locales. Por regla general, los ministros de religión (por ejemplo, rabinos o pastores cristianos) están autorizados por ley a celebrar matrimonios; Varios funcionarios estatales o locales, como un alcalde, un juez, un comisionado adjunto de matrimonios o un juez de paz, también están facultados para celebrar ceremonias de boda civiles, que pueden tener lugar en oficinas públicas. Muchos condados de Pensilvania permiten matrimonios autónomos para los que no se requiere ningún ministro oficial, debido a la herencia cuáquera del estado. El tipo de ceremonia (religiosa o civil) no influye en la validez legal del matrimonio y no es necesario preceder un rito religioso con una ceremonia civil[cita requerida] Los matrimonios realizados fuera de los Estados Unidos son legalmente vinculantes si están reconocidos oficialmente por el gobierno del país en el que se realizan.

### Países con matrimonio civil obligatorio
En la mayoría de los países europeos y latinoamericanos existe el requisito de ceremonia civil. Los matrimonios religiosos carecen de validez legal. En algunos países, los matrimonios civiles deben prevalecer sobre los religiosos. Sin embargo, tales ceremonias sólo sirven para proporcionar un reconocimiento religioso del matrimonio, ya que el reconocimiento estatal ya ha sido otorgado. En algunos de estos países (por ejemplo, Bélgica, los Países Bajos y Turquía) la mayoría de las parejas se casan sin ningún tipo de ceremonia religiosa. Las bodas formales y completas, con vestidos de novia y la presencia de familiares y amigos, suelen celebrarse en salones ceremoniales especiales de los ayuntamientos en esos países.

### Países sin matrimonio civil
No existe el matrimonio civil en muchos países del Medio Oriente como Egipto, Siria, Jordania, Arabia Saudita, Catar, Irán, Líbano, Palestina e Israel, así como en Libia e Indonesia; todos los matrimonios son realizadas por autoridades religiosas, y son registradas por autoridades civiles sólo después de haber sido registradas por autoridades de religiones oficialmente aprobadas, o de haber sido registradas en el extranjero. Israel, Siria y el Líbano reconocen oficialmente al islam, el cristianismo, los drusos y el judaísmo como sectas religiosas diferentes dentro del sistema legal; El matrimonio sólo es posible dentro de la misma religión, pero se permite entre diferentes denominaciones de esa religión. En el Líbano, según el género y la religión, los matrimonios interreligiosos están permitidos. Un musulmán puede casarse con una mujer cristiana o judía, pero una mujer musulmana no puede casarse fuera de su fe. Además, los drusos normalmente sólo legalizan los matrimonios entre drusos. Demuestra cómo en el Líbano el género y la secta se cruzan en la ley y los asuntos estatales. Además, el Líbano reconoce los matrimonios civiles celebrados en el extranjero. Contrariamente a la situación en el Líbano, la ley siria prohíbe el reconocimiento de cualquier matrimonio que quede fuera de las prohibiciones existentes de sus leyes sobre el estatuto personal, incluso si la pareja se casa en el extranjero. Egipto reconoce los matrimonios civiles, pero es muy complicado. Hay que completar todos los trámites necesarios y luego hay que ir con dos testigos. Los extranjeros necesitarán un documento de su embajada. Esto genera problemas particulares para aquellos a quienes sus cónyuges les niegan el divorcio, o para parejas con tradiciones religiosas que prohíben el divorcio por completo. Malasia y los Emiratos Árabes Unidos permiten el matrimonio civil únicamente a los no musulmanes,, mientras que en Kuwait, Baréin y Afganistán sólo se permite a los ciudadanos extranjeros.